# Louise Collomb
Pour les articles homonymes, voir Collomb.
Louise Collomb, née Rosnoblet (1899-1958), est une résistante française active dans la région de Grenoble, reconnue Juste parmi les nations.

## Biographie
Louise Clémentine Rosnoblet naît le 13 octobre 1899 à Londres, où ses parents, Clément Joseph Rosnoblet et Clémentine Augustine Manière, travaillent dans l'hôtellerie. Louise passe sa jeunesse et étudie à Londres jusqu'à l'âge de 17 ans, où elle rentre en France et travaille comme secrétaire bilingue dans une banque à Paris. En 1921, elle y épouse Jacques Victor Collomb (1891-1973), d'origine haut-savoyarde comme elle-même. Le couple exploite un hôtel à La Roche-sur-Foron jusqu'en 1933, puis prend l'exploitation du café-brasserie Le comptoir lyonnais à Grenoble, 63 avenue Alsace-Lorraine, à proximité de la gare.
Leur fils Roger Collomb, qui entrera dans la Résistance, témoigne d'un « engagement familial » dans la France libre en juin 1940. Dès lors, Le comptoir lyonnais devient un lieu de rencontre des opposants au régime de Vichy. Il accueille ceux qui fuient la répression. Louise Collomb s’occupe, avec son mari Jacques, de procurer un refuge, des vêtements à ces fugitifs et de faire passer en Suisse les personnes recherchées par les autorités allemandes ou françaises. Les fugitifs hébergés sont d'horizons divers : Juifs, opposants au régime, aviateurs anglais dont les appareils ont été abattus et qui cherchent à gagner l’Espagne et  réfractaires au Service du travail obligatoire (STO) en Allemagne. Louise et Jacques Collomb font partie du réseau Combat,, dans lequel on trouve à Grenoble  des pionniers de la Résistance : Marcel Ieck, Marie Reynoard alias « Claude », le professeur Jean Bistési alias « Hourst », le graveur Camille Crétinon, Charles Bernard-Guelle. Louise et Jacques Collomb mettent à la disposition des résistants une pièce où se tiennent dès 1942 de nombreuses réunions. Ils assurent la liaison entre les différents groupes de Résistance : « Franc-Tireur », « Libé-Sud », « Combat », qui, dans leur établissement, disposent de boîtes aux lettres et trouvent des cartes d’alimentation et des fausses cartes d’identité pour les réfractaires au STO.
Louise Collomb décède le 12 août 1958. Elle est inhumée à Vourey (Isère) aux côtés de son époux.

## Distinctions

### Juste parmi les nations
Dès septembre 1940, Louise cache chez elle Jules Süssmann, Juif d'origine allemande juste démobilisé. Ne pouvant rentrer chez lui à Nantes, alors en zone occupée, et recherché par les Allemands, il va rester protégé gracieusement pendant deux ans, jusqu'à ce qu'en septembre 1942 elle parvienne à lui faire franchir clandestinement la frontière suisse avec un groupe d'autres Juifs. Établi en Suisse, il maintient le contact avec la famille Collomb après la Libération et lui rend visite de temps en temps.
C'est grâce à son témoignage que, le 22 mai 1994, Yad Vashem honorera Louise Collomb du titre de Juste parmi les nations à titre posthume (dossier 6119),,.

### À Grenoble
- Depuis 2005, une rue du quartier Europole est nommée en sa mémoire[13].
- Son nom figure dans l'allée des Justes parmi les nations grenoblois du parc Paul-Mistral[14].